# 2015 RY245
2015 RY245 est un objet transneptunien de la ceinture de Kuiper avec un aphélie à plus de 400 UA.